# 马醉草
马醉草（学名：Hippobroma longiflora），又名许氏草，为桔梗科马醉草属下的一个种。它是西印度群岛的特有种，但已在美洲热带地区和大洋洲归化。

## 外部連結
- 洛貝林 Lobeline （页面存档备份，存于） 中草藥化學圖像數據庫 (香港浸會大學中醫藥學院) （中文）（英文）